# Lijst van spinnen in Madagaskar

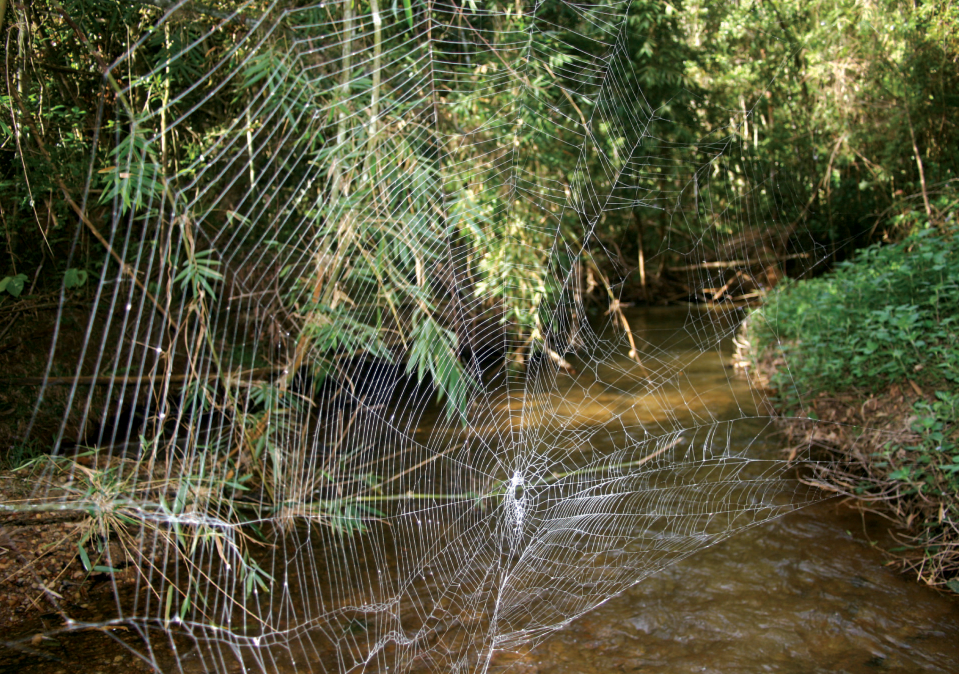
Het web van Caerostris darwini is het grootste ter wereld en komt vrijwel alleen voor in het nationaal park Ranomafana.

Hieronder is een lijst van spinnen in Madagaskar, gesorteerd op familie. De meeste soorten zijn endemisch in Madagaskar, tenzij anders vermeld. Sommige kosmolieten en pantropische soorten kunnen ontbreken.

## Araneidae(Wielwebspinnen)

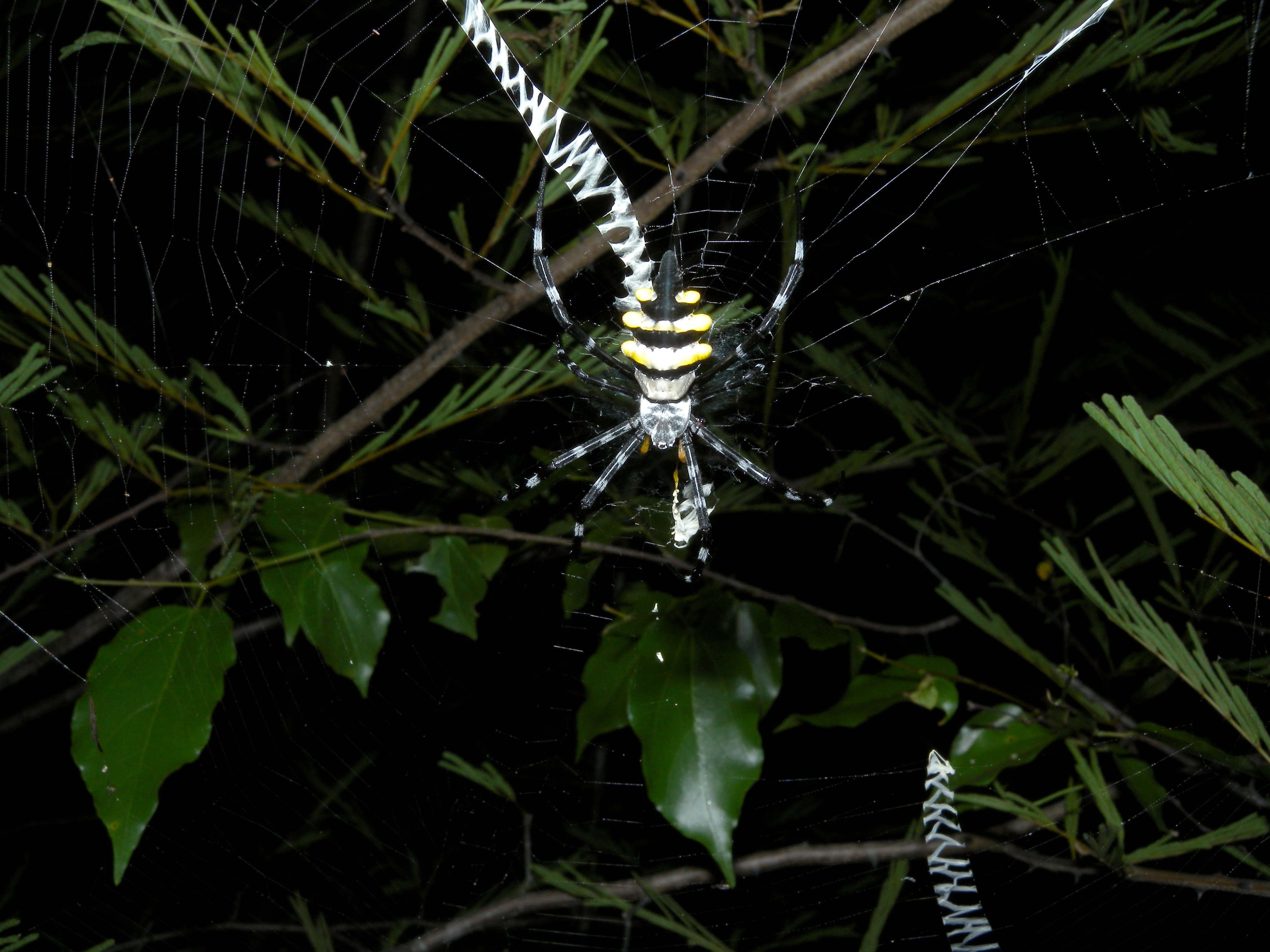
Argiope coquereli

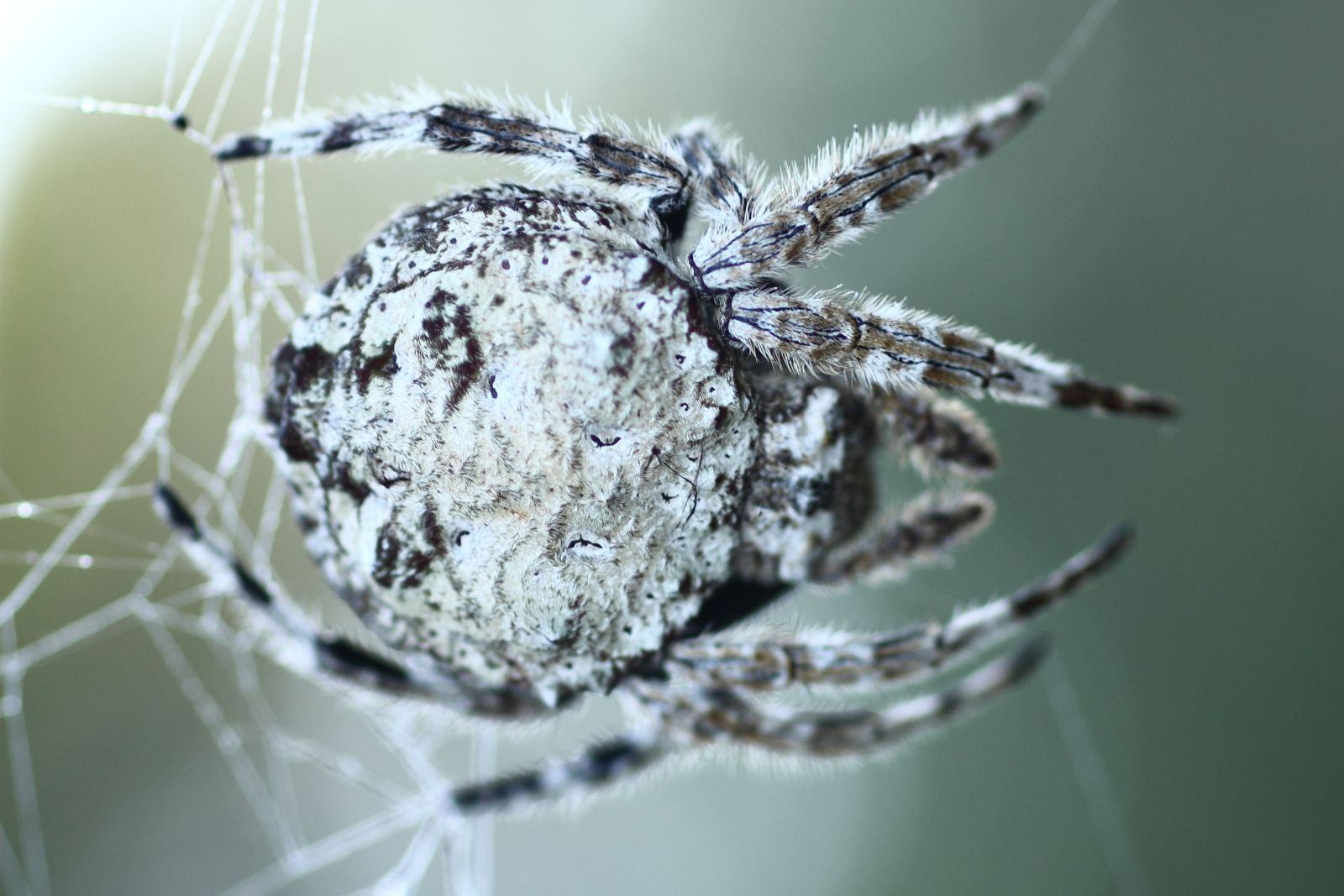
Caerostris-soort, mogelijk C. darwini

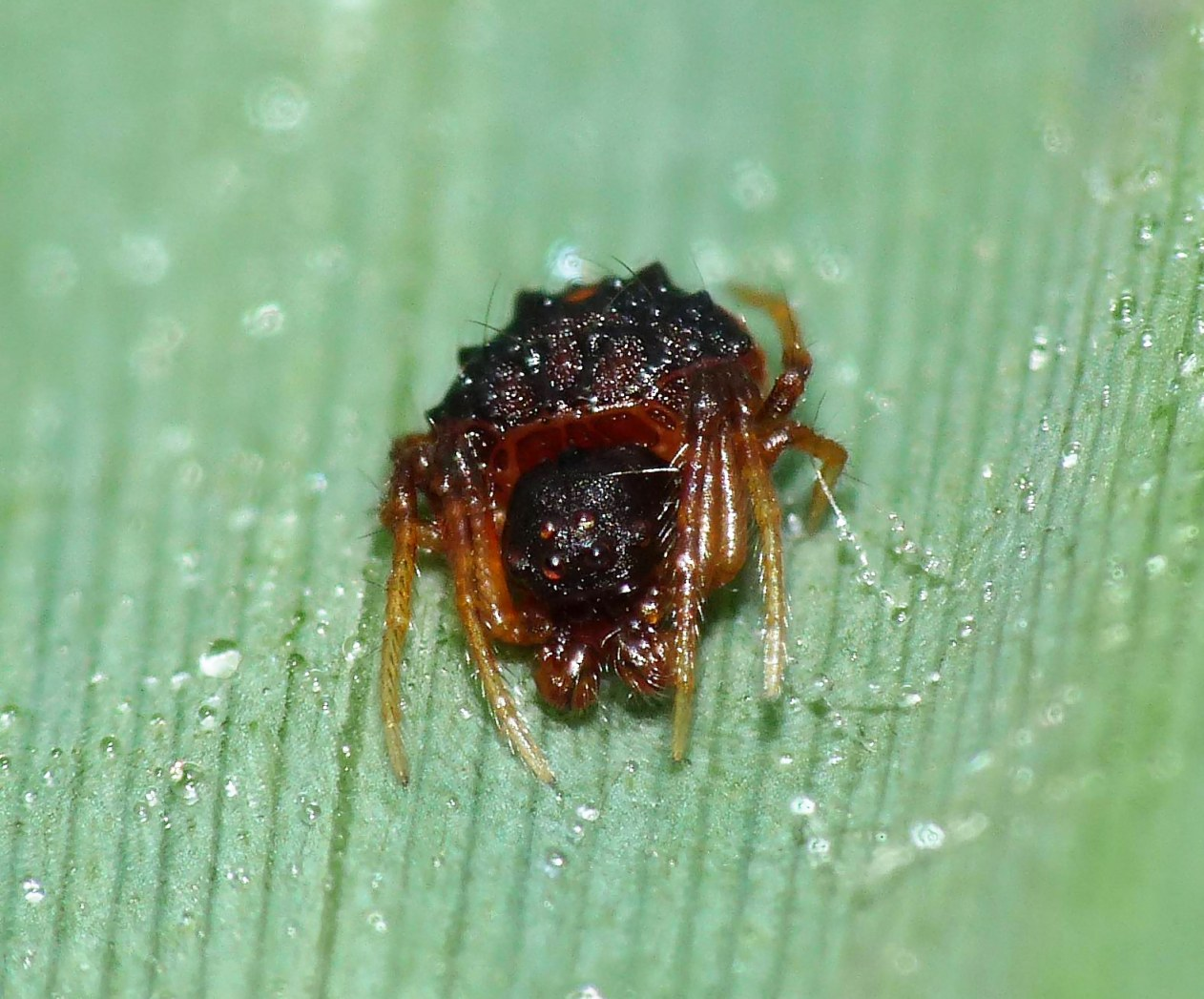
Cyrtarachne ixoides, mannetje

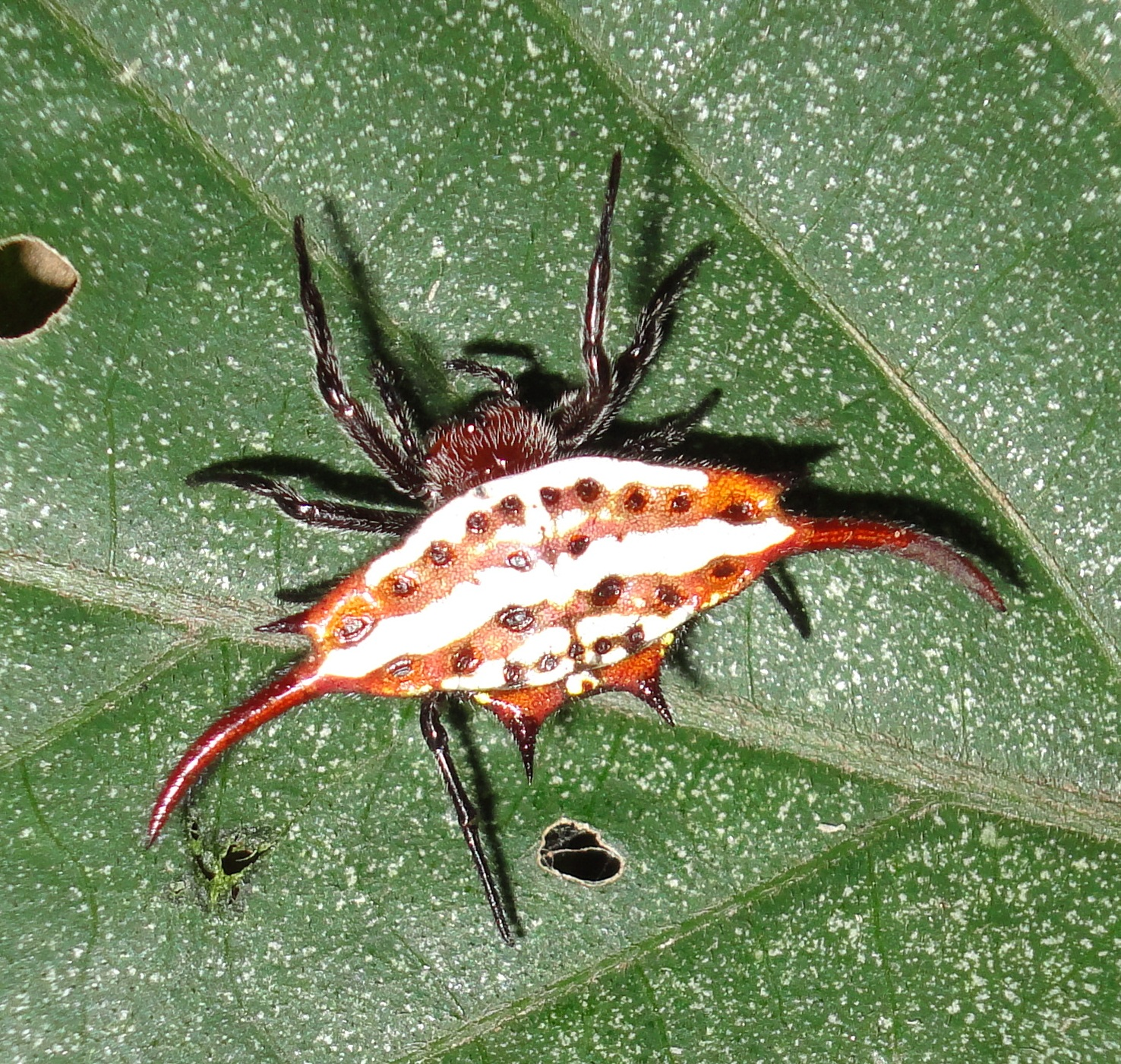
Gasteracantha versicolor

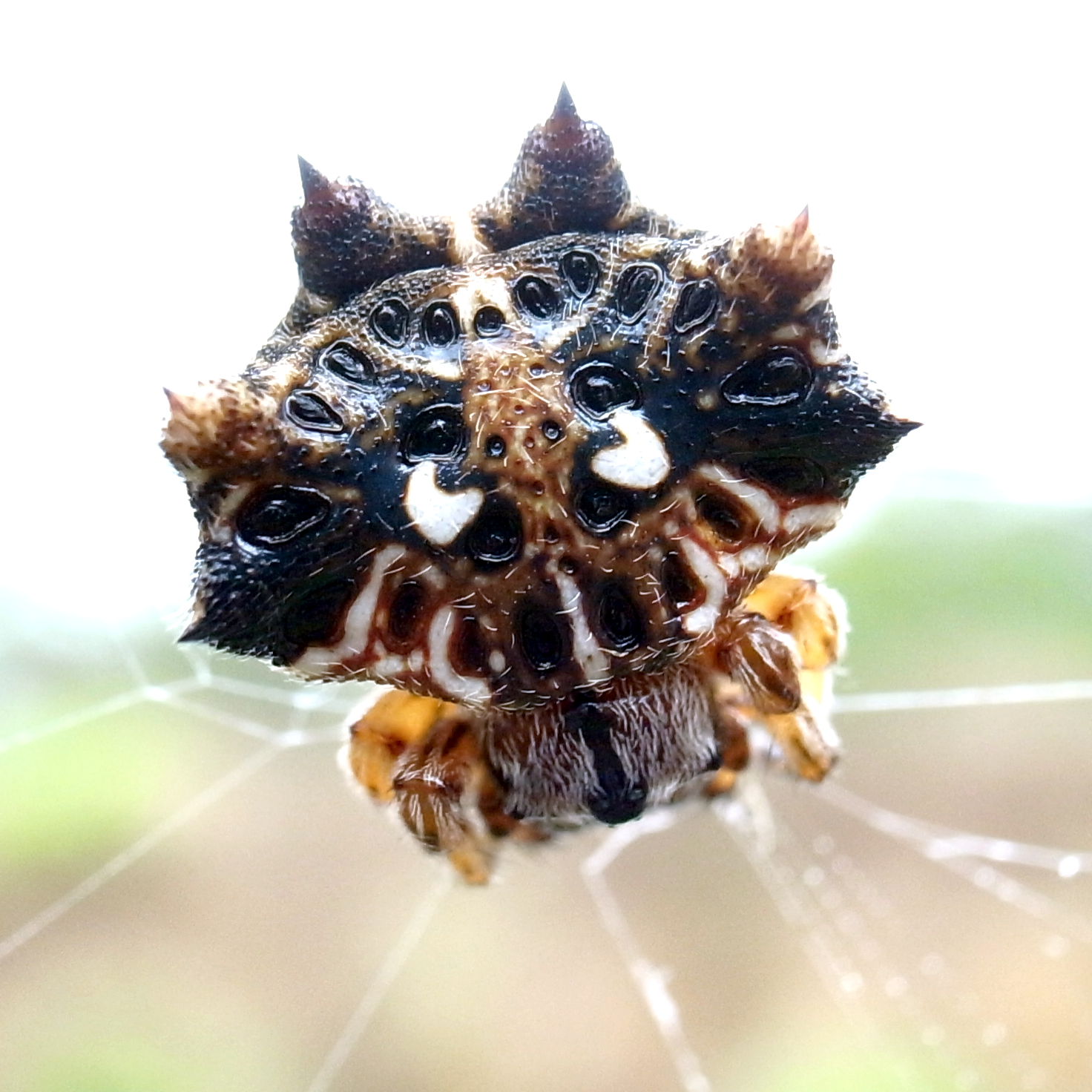
Thelacantha brevispina, vrouwtje

- Acantharachne giltayi Lessert, 1938 — ook in Congo-Kinshasa
- Acantharachne madecassa Emerit, 2000
- Acantharachne milloti Emerit, 2000
- Acrosomoides acrosomoides (O.P.-Cambridge, 1879)
- Arachnura scorpionoides Vinson, 1863 — ook in Congo-Kinshasa, Ethiopië en Mauritius
- Araneus isabella (Vinson, 1863)
- Araneus kraepelini (Lenz, 1891)
- Araneus lenzi (Roewer, 1942)
- Araneus madagascaricus (Strand, 1908)
- Araneus margitae (Strand, 1917)
- Araneus nossibeus (Strand, 1907)
- Araneus pallescens (Lenz, 1891)
- Araneus saccalava (Strand, 1907)
- Araneus sambava (Strand, 1907)
- Argiope coquereli (Vinson, 1863) — ook op Zanzibar
- Argiope ranomafanensis Bjørn, 1997
- Augusta glyphica (Guérin, 1839)
- Caerostris cowani Butler, 1882
- Caerostris darwini Kuntner & Agnarsson, 2010
- Caerostris ecclesiigera Butler, 1882
- Caerostris extrusa Butler, 1882
- Caerostris hirsuta (Simon, 1895)
- Caerostris mitralis (Vinson, 1863) — ook in de Centraal-Afrikaanse Republiek
- Caerostris sexcuspidata (Fabricius, 1793) — ook in Afrika, op de Comoren en Aldabra
- Chorizopes antongilensis Emerit, 1997
- Chorizopes madagascariensis Emerit, 1997
- Clitaetra perroti Simon, 1894
- Coelossia trituberculata Simon, 1903 — ook op Mauritius
- Cyclosa hova Strand, 1907
- Cyclosa sanctibenedicti (Vinson, 1863) — ook op Réunion
- Cyphalonotus columnifer Simon, 1903
- Cyrtarachne ixoides (Simon, 1870) — ook in het Middellandse Zeegebied tot Georgië
- Cyrtarachne madagascariensis Emerit, 2000
- Exechocentrus lancearius Simon, 1889
- Exechocentrus madilina Scharff & Hormiga, 2012
- Gasteracantha rhomboidea madagascariensis Vinson, 1863
- Gasteracantha rufithorax Simon, 1881
- Gasteracantha sanguinolenta andrefanae Emerit, 1974
- Gasteracantha sanguinolenta bigoti Emerit, 1974
- Gasteracantha sanguinolenta mangrovae Emerit, 1974
- Gasteracantha thorelli Keyserling, 1864
- Gasteracantha versicolor avaratrae Emerit, 1974
- Gasteracantha versicolor formosa Vinson, 1863
- Isoxya cowani (Butler, 1882)
- Isoxya mahafalensis Emerit, 1974
- Isoxya milloti Emerit, 1974
- Isoxya reuteri (Lenz, 1886)
- Larinia tamatave (Grasshoff, 1971)
- Madacantha nossibeana (Strand, 1916)
- Nemoscolus waterloti Berland, 1920
- Neoscona angulatula (Schenkel, 1937) — ook in Kenia en op Aldabra
- Neoscona cereolella (Strand, 1907) — ook in Congo-Kinshasa en Oost-Afrika
- Neoscona triangula mensamontella (Strand, 1907)
- Nephila pilipes (Fabricius, 1793)
- Nephilingis borbonica (Vinson, 1863) — ook op de Comoren, de Mascarenen en de Seychellen
- Paraplectana walleri (Blackwall, 1865) — ook in West-Afrika en Centraal-Afrika
- Pararaneus uncivulva (Strand, 1907)
- Parmatergus coccinelloides Emerit, 1994
  - Parmatergus coccinelloides ambrae Emerit, 1994
- Parmatergus lens Emerit, 1994
- Pasilobus antongilensis Emerit, 2000
- Pasilobus capuroni Emerit, 2000
- Poltys kochi Keyserling, 1864 — ook op Mauritius
- Poltys reuteri Lenz, 1886
- Poltys vesicularis Simon, 1889
- Prasonica albolimbata Simon, 1895 — ook in Congo-Kinshasa
- Prasonica seriata Simon, 1895 — ook in Afrika
- Prasonicella cavipalpis Grasshoff, 1971
- Pronous tetralobus Simon, 1895
- Pycnacantha fuscosa Simon, 1903
- Thelacantha brevispina (Doleschall, 1857) — ook in India tot de Filipijnen en Australië
- Trichonephila inaurata (Walckenaer, 1842) - ook in het zuiden van Afrika, de Seychellen, Réunion, Mauritius en Rodrigues
- Trichonephila senegalensis hildebrandti (Dahl, 1912)

## Archaeidae
- Afrarchaea fisheri Lotz, 2003
- Afrarchaea godfreyi (Hewitt, 1919) — ook in Zuid-Afrika
- Afrarchaea mahariraensis Lotz, 2003
- Eriauchenius ambre Wood, 2008
- Eriauchenius anabohazo Wood, 2008
- Eriauchenius borimontsina Wood, 2008
- Eriauchenius bourgini (Millot, 1948)
- Eriauchenius gracilicollis (Millot, 1948)
- Eriauchenius griswoldi Wood, 2008
- Eriauchenius halambohitra Wood, 2008
- Eriauchenius jeanneli (Millot, 1948)
- Eriauchenius lavatenda Wood, 2008
- Eriauchenius legendrei (Platnick, 1991)
- Eriauchenius namoroka Wood, 2008
- Eriauchenius pauliani (Legendre, 1970)
- Eriauchenius ratsirarsoni (Lotz, 2003)
- Eriauchenius spiceri Wood, 2008
- Eriauchenius tsingyensis (Lotz, 2003)
- Eriauchenius vadoni (Millot, 1948)
- Eriauchenius voronakely Wood, 2008
- Eriauchenius workmani O.P.-Cambridge, 1881

## Barychelidae
- Idioctis intertidalis (Benoit & Legendre, 1968) — ook op de Seychellen
- Tigidia affinis (Strand, 1907); nomen dubium
- Tigidia alluaudi (Simon, 1902)
- Tigidia bastardi (Simon, 1902)
- Tigidia dubia (Strand, 1907)
- Tigidia majori (Pocock, 1903)
- Tigidia mathiauxi (Simon, 1902)
- Tigidia processigera (Strand, 1907)
- Tigidia typica (Strand, 1907)
- Zophoryctes flavopilosus Simon, 1902

## Clubionidae(Struikzakspinnen)
- Carteronius argenticomus (Keyserling, 1877)
- Carteronius vittiger Simon, 1896
- Clubiona hoffmanni Schenkel, 1937

## Corinnidae(Loopspinnen)
- Cambalida griswoldi Haddad, 2012
- Cambalida lineata Haddad, 2012
- Castianeira majungae Simon, 1896
- Cetonana aculifera (Strand, 1916); nomen dubium
- Copa auroplumosa Strand, 1907
- Copa lineata Simon, 1903
- Corinna nossibeensis Strand, 1907
- Orthobula sicca Simon, 1903
- Paccius angulatus Platnick, 2000
- Paccius elevatus Platnick, 2000
- Paccius griswoldi Platnick, 2000
- Paccius madagascariensis (Simon, 1889)
- Paccius mucronatus Simon, 1898
- Paccius quinteri Platnick, 2000
- Paccius scharffi Platnick, 2000

## Ctenidae(Kamspinnen)

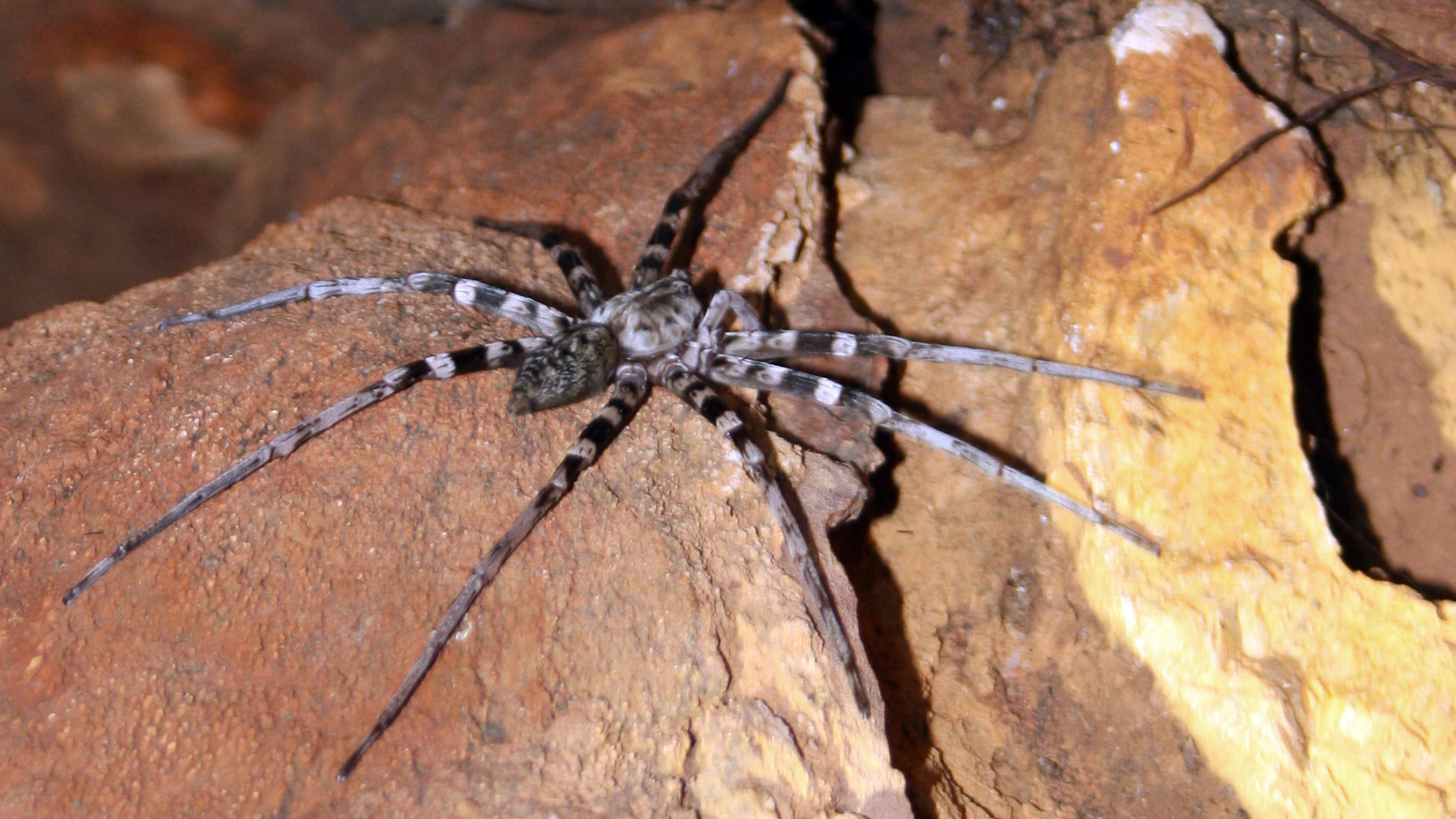
Viridasius fasciatus

- Anahita insularis Strand, 1907; nomen dubium
- Mahafalytenus fo Silva, 2007
- Mahafalytenus fohy Silva, 2007
- Mahafalytenus hafa Silva, 2007
- Mahafalytenus isalo Silva, 2007
- Mahafalytenus osy Silva, 2007
- Mahafalytenus paosy Silva, 2007
- Mahafalytenus tsilo Silva, 2007
- Viridasius fasciatus (Lenz, 1886)
- Vulsor isaloensis (Ono, 1993)
- Vulsor penicillatus Simon, 1896
- Vulsor quartus Strand, 1907
- Vulsor quintus Strand, 1907
- Vulsor septimus Strand, 1907
- Vulsor sextus Strand, 1907

## Cyatholipidae
- Alaranea alba Griswold, 1997
- Alaranea ardua Griswold, 1997
- Alaranea betsileo Griswold, 1997
- Alaranea merina Griswold, 1997
- Ulwembua antsiranana Griswold, 1997
- Ulwembua nigra Griswold, 2001
- Ulwembua ranomafana Griswold, 1997
- Vazaha toamasina Griswold, 1997

## Deinopidae

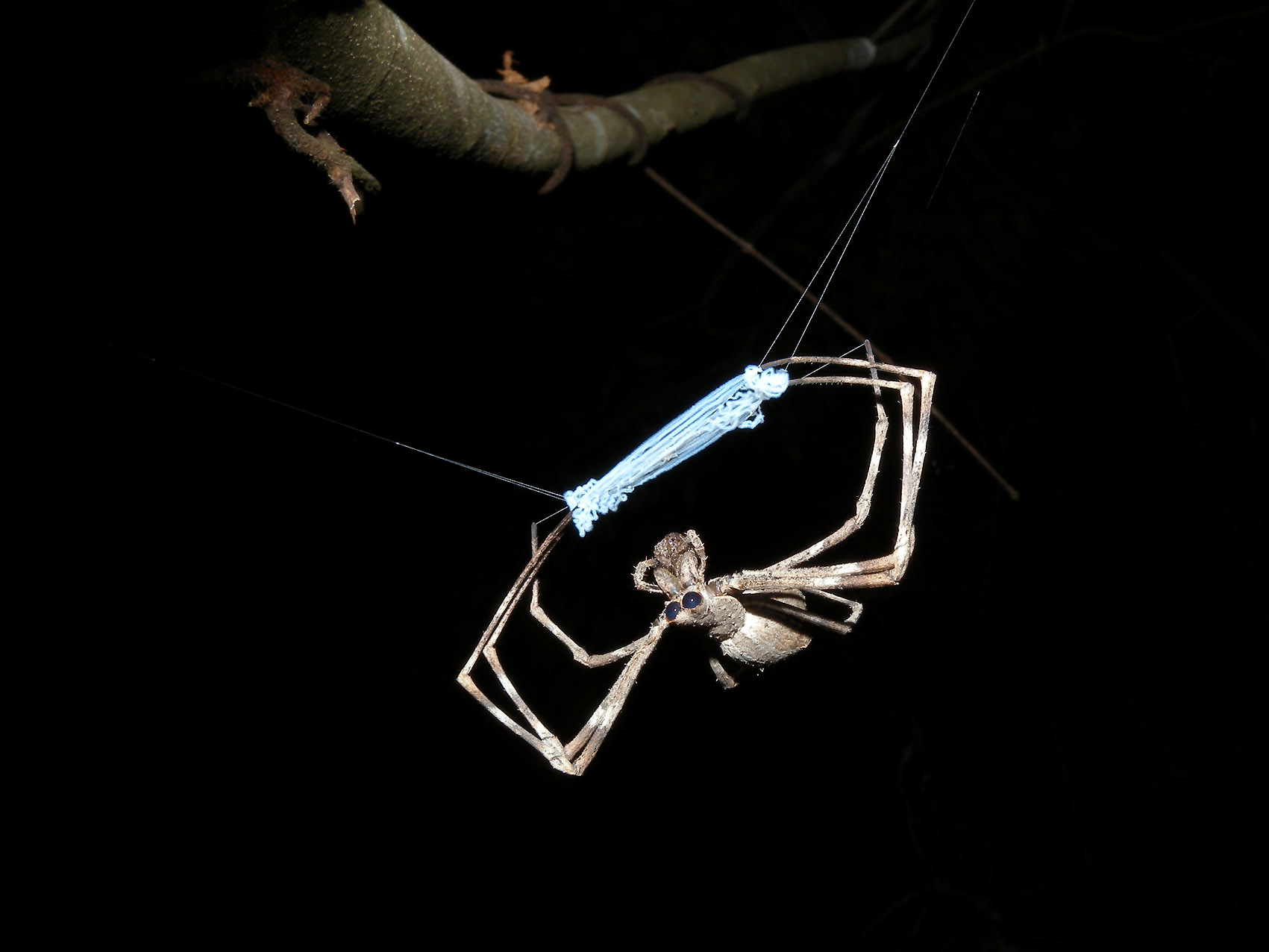
Deinopis madagascariensis

- Deinopis madagascariensis Lenz, 1886
- Menneus dromedarius Purcell, 1904 - ook in Zuid-Afrika.

## Desidae
- Desis crosslandi Pocock, 1902 — ook op Zanzibar

## Dipluridae(Valdeurspinnen)
- Hapalothele reuteri Lenz, 1886; nomen dubium
- Thelechoris rutenbergi Karsch, 1881
- Thelechoris striatipes (Simon, 1889) — ook in Oost-Afrika en Zuidelijk Afrika

## Eresidae(Fluweelspinnen)
- Stegodyphus mimosarum Pavesi, 1883 — ook in Afrika
- Stegodyphus simplicifrons Simon, 1906

## Filistatidae(Spleetwevers)
- Andoharano decaryi (Fage, 1945)
- Andoharano grandidieri (Simon, 1901)
- Andoharano milloti Legendre, 1971
- Andoharano monodi Legendre, 1971

## Gallieniellidae
- Gallieniella betroka Platnick, 1984
- Gallieniella blanci Platnick, 1984
- Gallieniella mygaloides Millot, 1947
- Legendrena angavokely Platnick, 1984
- Legendrena perinet Platnick, 1984
- Legendrena rolandi Platnick, 1984
- Legendrena rothi Platnick, 1995
- Legendrena spiralis Platnick, 1995
- Legendrena steineri Platnick, 1990
- Legendrena tamatave Platnick, 1984

## Gnaphosidae(Bodemjachtspinnen)
- Camillina fiana Platnick & Murphy, 1987 — ook op de Comoren
- Camillina tsima Platnick & Murphy, 1987
- Drassodes malagassicus (Butler, 1879)
- Poecilochroa malagassa Strand, 1907
- Scotophaeus nossibeensis Strand, 1907
- Zelotes bastardi (Simon, 1896)
- Zelotes madagascaricus (Strand, 1907); nomen dubium

## Hersiliidae
- Hersilia eloetsensis Foord & Dippenaar-Schoeman, 2006
- Hersilia fossulata Karsch, 1881; nomen dubium
- Hersilia insulana Strand, 1907
- Hersilia kauderni Strand, 1908; nomen dubium
- Hersilia madagascariensis (Wunderlich, 2004) — ook op de Comoren
- Hersilia stumpfi Strand, 1916; nomen dubium
- Hersilia tamatavensis Foord & Dippenaar-Schoeman, 2006
- Hersilia vinsoni Lucas, 1869
- Prima ansieae Foord, 2008

## Idiopidae(Valdeurspinnen)
- Genysa bicalcarata Simon, 1889
- Genysa decorsei (Diadocyrtus) (Simon, 1902)
- Genysa decorsei (Genysochoera) (Simon, 1902)
- Hiboka geayi Fage, 1922

## Linyphiidae(Hangmat- en dwergspinnen)
- Helsdingenia extensa (Locket, 1968) — ook in Afrika, op Sint-Helena en de Comoren
- Microlinyphia simoni van Helsdingen, 1970
- Thapsagus pulcher Simon, 1894
- Thyreobaeus scutiger Simon, 1889
- Tmeticides araneiformis Strand, 1907

## Liocranidae(Bodemzakspinnen)
- Donuea collustrata Bosselaers & Dierick, 2010
- Donuea decorsei (Simon, 1903)

## Lycosidae(Wolfspinnen)
- Arctosa atroventrosa (Lenz, 1886)
- Geolycosa nossibeensis (Strand, 1907)
- Geolycosa urbana hova (Strand, 1907)
- Hognoides urbanides (Strand, 1907)
- Katableps masoala Jocqué, Russell-Smith & Alderweireldt, 2011
- Katableps perinet Jocqué, Russell-Smith & Alderweireldt, 2011
- Katableps pudicus Jocqué, Russell-Smith & Alderweireldt, 2011
- Lycosa madagascariensis Vinson, 1863
- Lycosa signata Lenz, 1886
- Ocyale fera Strand, 1908
- Pardosa cinerascens (Roewer, 1951)
- Pardosa vinsoni (Roewer, 1951)
- Pardosa zorimorpha (Strand, 1907)
- Tricassa madagascariensis Jocqué & Alderweireldt, 2001

## Migidae
- Micromesomma cowani Pocock, 1895
- Paramigas alluaudi (Simon, 1903)
- Paramigas andasibe Raven, 2001

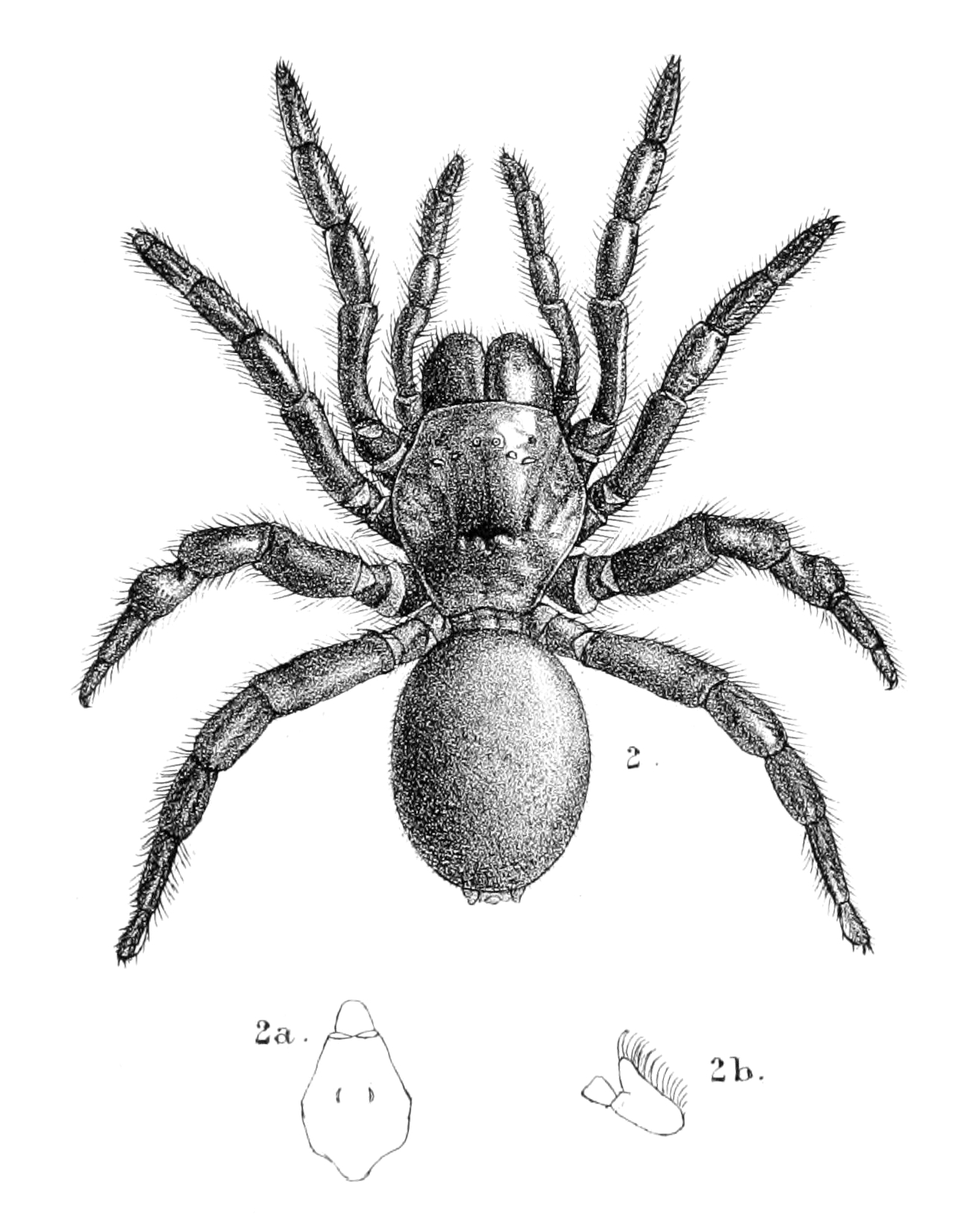
Thyropoeus mirandus

- Paramigas goodmani Griswold & Ledford, 2001
- Paramigas macrops Griswold & Ledford, 2001
- Paramigas manakambus Griswold & Ledford, 2001
- Paramigas milloti Griswold & Ledford, 2001
- Paramigas oracle Griswold & Ledford, 2001
- Paramigas pauliani (Dresco & Canard, 1975)
- Paramigas pectinatus Griswold & Ledford, 2001
- Paramigas perroti (Simon, 1891)
- Paramigas rothorum Griswold & Ledford, 2001
- Thyropoeus malagasus (Strand, 1908)
- Thyropoeus mirandus Pocock, 1895

## Mimetidae(Spinneneters)
- Ero lokobeana Emerit, 1996
- Ero madagascariensis Emerit, 1996
- Mimetus madacassus Emerit, 1996

## Miturgidae(Spoorspinnen)
- Cheiracanthium leucophaeum Simon, 1897

## Nemesiidae(Bruine klapdeurspinnen)
- Entypesa annulipes (Strand, 1907)
- Entypesa nebulosa Simon, 1902

## Oonopidae(Dwergcelspinnen)
- Malagiella ambalavo Ubick & Griswold, 2011
- Malagiella andringitra Ubick & Griswold, 2011
- Malagiella fisheri Ubick & Griswold, 2011
- Malagiella goodmani Ubick & Griswold, 2011
- Malagiella nikina Ubick & Griswold, 2011
- Malagiella ranavalona Ubick & Griswold, 2011
- Malagiella ranomafana Ubick & Griswold, 2011
- Malagiella toliara Ubick & Griswold, 2011
- Malagiella valterova Ubick & Griswold, 2011
- Malagiella vohiparara Ubick & Griswold, 2011
- Molotra katarinae Ubick & Griswold, 2011
- Molotra milloti Ubick & Griswold, 2011
- Molotra molotra Ubick & Griswold, 2011
- Molotra ninae Ubick & Griswold, 2011
- Molotra suzannae Ubick & Griswold, 2011
- Molotra tsingy Ubick & Griswold, 2011
- Noideattella amboa Álvarez-Padilla, Ubick & Griswold, 2012
- Noideattella assumptia (Saaristo, 2001) — ook op de Seychellen.
- Noideattella famafa Álvarez-Padilla, Ubick & Griswold, 2012
- Noideattella fantara Álvarez-Padilla, Ubick & Griswold, 2012
- Noideattella farihy Álvarez-Padilla, Ubick & Griswold, 2012
- Noideattella gamela Álvarez-Padilla, Ubick & Griswold, 2012
- Noideattella lakana Álvarez-Padilla, Ubick & Griswold, 2012
- Noideattella mamba Álvarez-Padilla, Ubick & Griswold, 2012
- Noideattella saka Álvarez-Padilla, Ubick & Griswold, 2012
- Noideattella tany Álvarez-Padilla, Ubick & Griswold, 2012
- Noideattella tsiba Álvarez-Padilla, Ubick & Griswold, 2012
- Opopaea andranomay Andriamalala & Hormiga, 2013
- Opopaea andringitra Andriamalala & Hormiga, 2013
- Opopaea ankarafantsika Andriamalala & Hormiga, 2013
- Opopaea ankarana Andriamalala & Hormiga, 2013
- Opopaea antsalova Andriamalala & Hormiga, 2013
- Opopaea antsiranana Andriamalala & Hormiga, 2013
- Opopaea bemaraha Andriamalala & Hormiga, 2013
- Opopaea bemarivo Andriamalala & Hormiga, 2013
- Opopaea berenty Andriamalala & Hormiga, 2013
- Opopaea betioky Andriamalala & Hormiga, 2013
- Opopaea foulpointe Andriamalala & Hormiga, 2013
- Opopaea itampolo Andriamalala & Hormiga, 2013
- Opopaea kirindy Andriamalala & Hormiga, 2013
- Opopaea mahafaly Andriamalala & Hormiga, 2013
- Opopaea manderano Andriamalala & Hormiga, 2013
- Opopaea manongarivo Andriamalala & Hormiga, 2013
- Opopaea namoroka Andriamalala & Hormiga, 2013
- Opopaea sandranantitra Andriamalala & Hormiga, 2013
- Opopaea torotorofotsy Andriamalala & Hormiga, 2013
- Opopaea tsimaloto Andriamalala & Hormiga, 2013
- Opopaea tsimbazaza Andriamalala & Hormiga, 2013
- Opopaea tsimembo Andriamalala & Hormiga, 2013
- Opopaea tsingy Andriamalala & Hormiga, 2013
- Opopaea tsinjoriaky Andriamalala & Hormiga, 2013
- Opopaea vohibazaha Andriamalala & Hormiga, 2013
- Tolegnaro kepleri Álvarez-Padilla, Ubick & Griswold, 2012
- Tolegnaro sagani Álvarez-Padilla, Ubick & Griswold, 2012

## Oxyopidae(Lynxspinnen)
- Hostus paroculus Simon, 1898

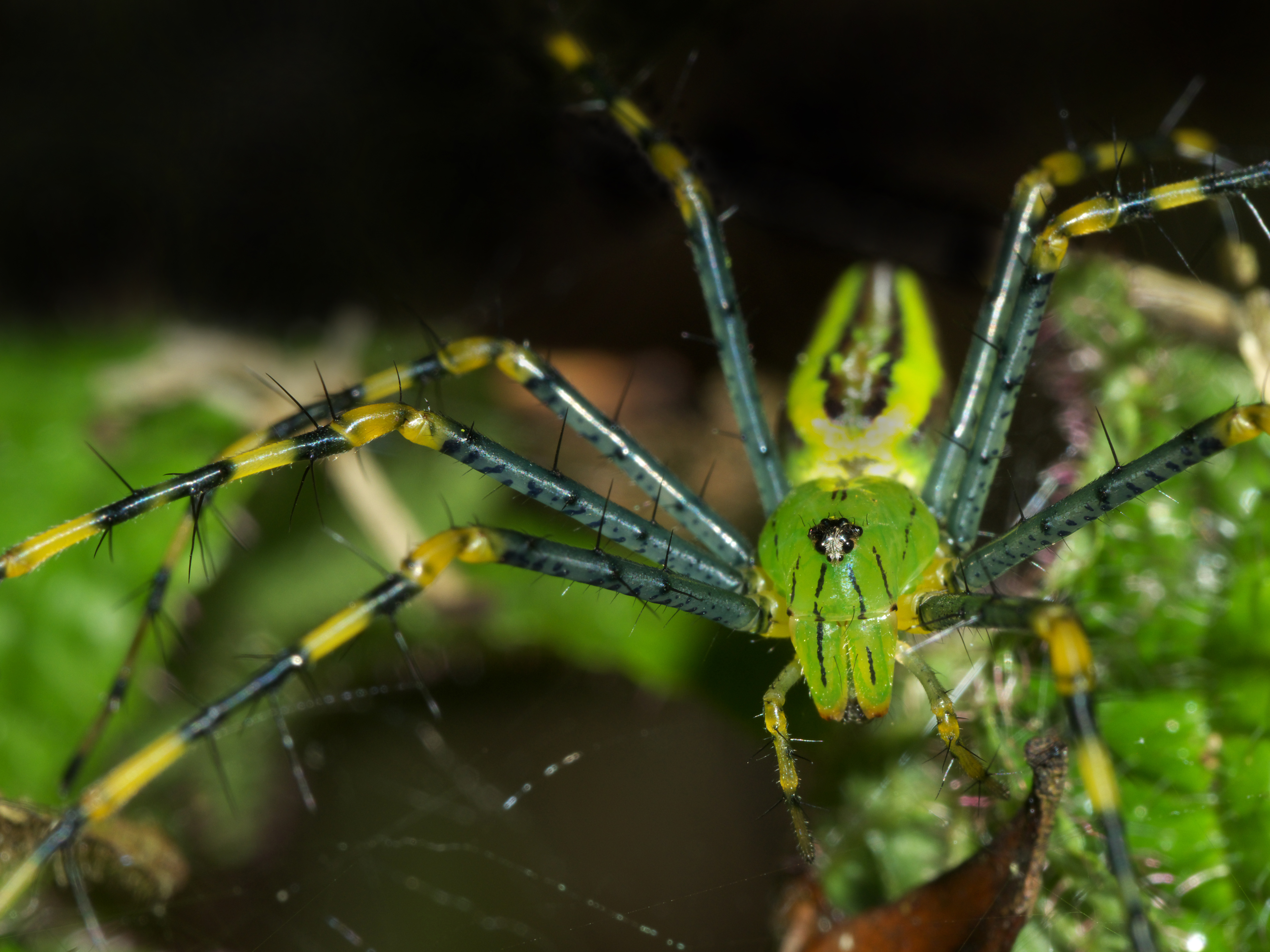
Peucetia madagascariensis

- Oxyopes dumonti (Vinson, 1863) — ook in Oost-Afrika en op de Seychellen
- Oxyopes pallidecoloratus Strand, 1906 — ook in Ethiopië, Congo-Kinshasa en Oost-Afrika
- Peucetia lucasi (Vinson, 1863) — ook op de Comoren
- Peucetia madagascariensis (Vinson, 1863) — ook op de Comoren

## Philodromidae(Renspinnen)
- Philodromus niveus Vinson, 1863
- Thanatus philodromicus Strand, 1916

## Pholcidae(Trilspinnen)
- Crossopriza nigrescens Millot, 1946
- Leptopholcus griswoldi Huber, 2011
- Leptopholcus lokobe Huber, 2011
- Leptopholcus ngazidja Huber, 2011 - Ook op de Comoren.
- Leptopholcus sakalavensis Millot, 1946
- Leptopholcus talatakely Huber, 2011
- Ninetis toliara Huber & El-Hennawy, 2007
- Paramicromerys betsileo Huber, 2003
- Paramicromerys coddingtoni Huber, 2003
- Paramicromerys combesi (Millot, 1946)
- Paramicromerys madagascariensis (Simon, 1893)
- Paramicromerys mahira Huber, 2003
- Paramicromerys manantenina Huber, 2003
- Paramicromerys marojejy Huber, 2003
- Paramicromerys megaceros (Millot, 1946)
- Paramicromerys nampoinai Huber, 2003
- Paramicromerys quinteri Huber, 2003
- Paramicromerys rabeariveloi Huber, 2003
- Paramicromerys ralamboi Huber, 2003
- Paramicromerys rothorum Huber, 2003
- Paramicromerys scharffi Huber, 2003
- Pehrforsskalia conopyga Deeleman-Reinhold & van Harten, 2001
- Pholcus phalangioides (Fuesslin, 1775) — cosmopoliet
- Smeringopus carli Lessert, 1915 — ook in Oeganda, Tanzania en op de Comoren
- Smeringopus kalomo Huber, 2012
- Smeringopus peregrinus Strand, 1906 — ook in Kenia, Oeganda en Tanzania
- Spermophora ranomafana Huber, 2003
- Spermophora vyvato Huber, 2003
- Zatavua analalava Huber, 2003
- Zatavua andrei (Millot, 1946)
- Zatavua ankaranae (Millot, 1946)
- Zatavua fagei (Millot, 1946)
- Zatavua griswoldi Huber, 2003
- Zatavua imerinensis (Millot, 1946)
- Zatavua impudica (Millot, 1946)
- Zatavua isalo Huber, 2003
- Zatavua kely Huber, 2003
- Zatavua madagascariensis (Fage, 1945)
- Zatavua mahafaly Huber, 2003
- Zatavua punctata (Millot, 1946)
- Zatavua talatakely Huber, 2003
- Zatavua tamatave Huber, 2003
- Zatavua voahangyae Huber, 2003
- Zatavua vohiparara Huber, 2003
- Zatavua zanahary Huber, 2003

## Phyxelididae
- Ambohima andrefana Griswold, Wood & Carmichael, 2012
- Ambohima antisinanana Griswold, Wood & Carmichael, 2012
- Ambohima avaratra Griswold, Wood & Carmichael, 2012
- Ambohima maizina Griswold, Wood & Carmichael, 2012
- Ambohima pauliani Griswold, 1990
- Ambohima ranohira Griswold, Wood & Carmichael, 2012
- Ambohima sublima Griswold, 1990
- Ambohima vato Griswold, Wood & Carmichael, 2012
- Ambohima zandry Griswold, Wood & Carmichael, 2012
- Ambohima zoky Griswold, Wood & Carmichael, 2012
- Manampoka atsimo Griswold, Wood & Carmichael, 2012
- Rahavavy fanivelona (Griswold, 1990)
- Rahavavy ida Griswold, Wood & Carmichael, 2012
- Rahavavy malagasyana (Griswold, 1990)

## Pisauridae(Kraamwebspinnen)
- Caripetella madagascariensis (Lenz, 1886) — ook op de Comoren
- Dendrolycosa rossi Silva & Griswold, 2013
- Dolomedes kalanoro Silva & Griswold, 2013
- Dolomedes saccalavus Strand, 1907; nomen dubium
- Hala impigra Jocqué, 1994
- Hala paulyi Jocqué, 1994
- Hygropoda linearis (Simon, 1903)
- Hygropoda madagascarica Strand, 1907
- Hygropoda tangana (Roewer, 1955) — ook in Tanzania, Kenia en Zuid-Afrika
- Maypacius bilineatus (Pavesi, 1895) — ook in Centraal- en Oost-Afrika
- Maypacius vittiger Simon, 1898
- Nilus esimoni (Sierwald, 1984)
- Nilus leo (Strand, 1907); nomen dubium
- Nilus leoninus (Strand, 1916)
- Nilus majungensis (Strand, 1907)
- Paracladycnis vis Blandin, 1979
- Ransonia mahasoana Blandin, 1979
- Tallonia picta Simon, 1889
- Thalassiopsis vachoni Roewer, 1955
- Tolma toreuta Jocqué, 1994

## Salticidae(Springspinnen)
- Aelurillus madagascariensis Azarkina, 2009
- Asemonea ornatissima Peckham & Wheeler, 1889
- Astia ornata Peckham & Peckham, 1885; nomen dubium
- Bavia albolineata Peckham & Peckham, 1885
- Bianor paulyi Logunov, 2009
- Brettus madagascarensis (Peckham & Peckham, 1903)
- Carrhotus harringtoni Prószynski, 1992
- Cyrba legendrei Wanless, 1984 — ook op de Comoren
- Echinussa imerinensis Simon, 1901
- Echinussa praedatoria (Keyserling, 1877)
- Echinussa vibrabunda (Simon, 1886)
- Ergane madagascariensis Peckham & Peckham, 1885; nomen dubium
- Evarcha madagascariensis Prószynski, 1992
- Goleba lyra Maddison & Zhang, 2006
- Goleba punctata (Peckham & Wheeler, 1888)
- Goleta peckhami Simon, 1900
- Goleta workmani (Peckham & Peckham, 1885)
- Harmochirus bianoriformis (Strand, 1907) — ook in Centraal- en Oost-Afrika
- Heliophanus hamifer Simon, 1886 — ook in Mozambique, Zimbabwe, op de Comoren en de Seychellen
- Heliophanus imerinensis Simon, 1901
- Heliophanus innominatus Wesolowska, 1986
- Heliophanus modicus Peckham & Peckham, 1903 — ook in Zuid-Afrika
- Heliophanus mucronatus Simon, 1901
- Heliophanus nossibeensis Strand, 1907; nomen dubium
- Heliophanus orchesta Simon, 1886 — ook in Centraal- en Zuidelijk Afrika
- Hispo cingulata Simon, 1886
- Hispo frenata (Simon, 1900)
- Hispo georgius (Peckham & Peckham, 1892) — ook in Centraal- Oost- en Zuidelijk Afrika
- Hispo macfarlanei Wanless, 1981
- Hispo pullata Wanless, 1981
- Hispo sulcata Wanless, 1981
- Hispo tenuis Wanless, 1981
- Homalattus insularis Peckham & Peckham, 1885; nomen dubium
- Hyllus albomarginatus (Lenz, 1886)
- Hyllus albooculatus (Vinson, 1863)
- Hyllus bifasciatus Ono, 1993
- Hyllus interrogationis (Strand, 1907)
- Hyllus lugubrellus Strand, 1908
- Hyllus lugubris (Vinson, 1863)
- Hyllus madagascariensis (Vinson, 1863)
- Hyllus nossibeensis Strand, 1907
- Hyllus vinsoni (Peckham & Peckham, 1885)
- Hyllus virgillus Strand, 1907
- Macopaeus spinosus Simon, 1900
- Meleon insulanus Logunov & Azarkina, 2008
- Meleon madagascarensis (Wanless, 1978)
- Meleon raharizonina Logunov & Azarkina, 2008
- Meleon russata (Simon, 1900)
- Meleon tsaratanana Logunov & Azarkina, 2008
- Microbianor deltshevi Logunov, 2009
- Microbianor madagascarensis Logunov, 2009
- Myrmarachne andringitra Wanless, 1978
- Myrmarachne augusta (Peckham & Peckham, 1892)
- Myrmarachne cowani (Peckham & Peckham, 1892)
- Myrmarachne diegoensis Wanless, 1978
- Myrmarachne electrica (Peckham & Peckham, 1892)
- Myrmarachne eugenei Wanless, 1978
- Myrmarachne eumenes (Simon, 1900)
- Myrmarachne longiventris (Simon, 1903)
- Myrmarachne mahasoa Wanless, 1978
- Myrmarachne nubilis Wanless, 1978
- Myrmarachne peckhami Roewer, 1951
- Myrmarachne ransoni Wanless, 1978
- Myrmarachne simplexella Roewer, 1951
- Myrmarachne volatilis (Peckham & Peckham, 1892) — ook in China en Vietnam
- Natta chionogaster (Simon, 1901) — ook in Afrika
- Pachypoessa lacertosa Simon, 1902 — ook in Zuidelijk Afrika
- Padilla armata Peckham & Peckham, 1894
- Padilla astina Andriamalala, 2007
- Padilla boritandroka Andriamalala, 2007
- Padilla cornuta (Peckham & Peckham, 1885)
- Padilla foty Andriamalala, 2007
- Padilla glauca Simon, 1900; nomen dubium
- Padilla griswoldi Andriamalala, 2007
- Padilla lancearia Simon, 1900; nomen dubium
- Padilla lavatandroka Andriamalala, 2007
- Padilla maingoka Andriamalala, 2007
- Padilla manjelatra Andriamalala, 2007
- Padilla mantis Simon, 1900; nomen dubium
- Padilla mazavaloha Andriamalala, 2007
- Padilla mihaingo Andriamalala, 2007
- Padilla mitohy Andriamalala, 2007
- Padilla ngeroka Andriamalala, 2007
- Padilla ombimanga Andriamalala, 2007
- Padilla sartor Simon, 1900
- Pandisus decorus Wanless, 1980
- Pandisus modestus (Peckham & Wheeler, 1889)
- Pandisus parvulus Wanless, 1980
- Pandisus sarae Wanless, 1980
- Pandisus scalaris Simon, 1900
- Pharacocerus ebenauensis Strand, 1908
- Pharacocerus sessor Simon, 1902
- Phaulostylus furcifer Simon, 1902
- Phaulostylus grammicus Simon, 1902
- Phaulostylus grandidieri Simon, 1902
- Phaulostylus leucolophus Simon, 1902
- Pochyta albimana Simon, 1902
- Poessa argenteofrenata Simon, 1902
- Portia deciliata Strand, 1907; nomen dubium
- Portia nigrolineata (Strand, 1908); nomen dubium
- Portia schultzi Karsch, 1878 — ook in Centraal-Afrika, Oost-Afrika en Zuidelijk Afrika
- Pseudicius unicus (Peckham & Peckham, 1894)
- Salticus coronatus (Camboué, 1887)
- Thyene inflata (Gerstäcker, 1873) — ook in Afrika
- Thyene tamatavi (Vinson, 1863)
- Thyene varians Peckham & Peckham, 1901
- Tomobella andasibe Maddison & Zhang, 2006
- Tomobella fotsy Szüts & Scharff, 2009
- Tomocyrba barbata Simon, 1900
- Tomocyrba berniae Szüts & Scharff, 2009
- Tomocyrba decollata Simon, 1900
- Tomocyrba griswoldi Szüts & Scharff, 2009
- Tomocyrba thaleri Szüts & Scharff, 2009
- Tomocyrba ubicki Szüts & Scharff, 2009

## Scytodidae(Lijmspuiters)
- Scytodes oswaldi Lenz, 1891
- Scytodes socialis Miller, 2006

## Segestriidae(Zesoogspinnen)
- Segestria madagascarensis Keyserling, 1877

## Selenopidae
- Anyphops benoiti Corronca, 1998
- Garcorops madagascar Corronca, 2003
- Garcorops paulyi Corronca, 2003
- Hovops betsileo Corronca & Rodríguez Artigas, 2011
- Hovops legrasi (Simon, 1887)
- Hovops lidiae Corronca & Rodríguez Artigas, 2011
- Hovops madagascariensis (Vinson, 1863)
- Hovops mariensis (Strand, 1908)
- Hovops merina Corronca & Rodríguez Artigas, 2011
- Hovops modestus (Lenz, 1886); nomen dubium
- Hovops pusillus (Simon, 1887)
- Selenops dufouri (Vinson, 1863) — ook op Réunion
- Selenops ivohibe Corronca, 2005
- Selenops modestellus Strand, 1907; nomen dubium
- Selenops vigilans Pocock, 1898 — ook in West-, Centraal- en Oost-Afrika

## Sparassidae(Jachtkrabspinnen)
- Chrosioderma albidum Simon, 1897
- Chrosioderma analalava Silva, 2005
- Chrosioderma havia Silva, 2005
- Chrosioderma mahavelona Silva, 2005
- Chrosioderma mipentinapentina Silva, 2005
- Chrosioderma namoroka Silva, 2005
- Chrosioderma ranomafana Silva, 2005
- Chrosioderma roaloha Silva, 2005
- Chrosioderma soalala Silva, 2005
- Damastes atrignathus Strand, 1908
- Damastes coquereli Simon, 1880
  - Damastes coquereli affinis Strand, 1907
- Damastes decoratus (Simon, 1897)
- Damastes fasciolatus (Simon, 1903)
- Damastes flavomaculatus Simon, 1880
- Damastes grandidieri Simon, 1880
- Damastes majungensis Strand, 1907
- Damastes malagassus (Fage, 1926)
- Damastes malagasus (Karsch, 1881)
- Damastes masculinus Strand, 1908
- Damastes nossibeensis Strand, 1907
- Damastes oswaldi Lenz, 1891
- Damastes pallidus (Schenkel, 1937)
- Damastes sikoranus Strand, 1906
- Eusparassus laterifuscus Strand, 1908
- Megaloremmius leo Simon, 1903
- Olios coenobitus Fage, 1926
- Olios erraticus Fage, 1926
- Olios lamarcki (Latreille, 1806) — ook in India en op Sri Lanka
- Olios malagassus Strand, 1907
  - Olios malagassus septifer Strand, 1908
- Olios mordax (O.P.-Cambridge, 1899)
- Olios nossibeensis Strand, 1907
- Olios pusillus Simon, 1880
- Olios subpusillus Strand, 1907
- Olios viridis Vinson, 1863; nomen dubium
- Palystes convexus Strand, 1907
- Palystes spiralis Strand, 1907
- Rhitymna hildebrandti Järvi, 1914
- Rhitymna imerinensis (Vinson, 1863)
- Staianus acuminatus Simon, 1889

## Stiphidiidae
- Ischalea incerta (O.P.-Cambridge, 1877)

## Synaphridae
- Africepheia madagascariensis Miller, 2007
- Synaphris schlingeri Miller, 2007
- Synaphris toliara Miller, 2007

## Tengellidae
- Calamistrula evanescens Dahl, 1901

## Tetrablemmidae
- Shearella browni (Shear, 1978)

## Tetragnathidae(Strekspinnen)
- Diphya pumila Simon, 1888
- Leucauge lechei Strand, 1908
- Leucauge tetragnathella Strand, 1907
- Leucauge undulata (Vinson, 1863) — ook in Oost-Afrika en op Rodrigues
- Orsinome vorkampiana Strand, 1907
- Pachygnatha longipes Simon, 1894
- Tetragnatha protensa Walckenaer, 1842 — ook in Australië, op Nieuw-Caledonië en in Palau

## Theraphosidae(Vogelspinnen)
- Avicularia longitarsis Audouin, 1832; nomen dubium
- Encyocrates raffrayi Simon, 1892
- Monocentropus lambertoni Fage, 1922
- Phoneyusa bouvieri Berland, 1917

## Theridiidae(Kogelspinnen)
- Anelosimus andasibe Agnarsson & Kuntner, 2005
- Anelosimus decaryi (Fage, 1930) — ook op Aldabra
- Anelosimus may Agnarsson, 2005
- Anelosimus nazariani Agnarsson & Kuntner, 2005
- Anelosimus sallee Agnarsson & Kuntner, 2005
- Anelosimus salut Agnarsson & Kuntner, 2005
- Anelosimus vondrona Agnarsson & Kuntner, 2005
- Argyrodes abscissus O.P.-Cambridge, 1880
- Argyrodes meus Strand, 1907
- Argyrodes minax O.P.-Cambridge, 1880 — ook op de Comoren
- Argyrodes sextuberculosus Strand, 1908 — ook in Mozambique
- Argyrodes viridis (Vinson, 1863) — ook op Réunion
- Argyrodes zonatus (Walckenaer, 1842) — ook in Oost-Afrika, Réunion en Bioko
- Asygyna coddingtoni Agnarsson, 2006
- Asygyna huberi Agnarsson, 2006
- Crustulina ambigua Simon, 1889
- Dipoena transversisulcata Strand, 1908
- Latrodectus menavodi Vinson, 1863 — ook op de Comoren
- Latrodectus obscurior Dahl, 1902 — ook in Kaapverdië
- Phoroncidia aurata O.P.-Cambridge, 1877
- Phoroncidia quadrispinella Strand, 1907
- Phoroncidia rubroargentea Berland, 1913
- Phycosoma excisum (Simon, 1889)
- Theridion decemperlatum (Simon, 1889)
- Theridion diurnum Vinson, 1863; nomen dubium
- Theridion lacticolor Berland, 1920 — ook in Kenia en Jemen
- Theridion quadrilineatum Lenz, 1886
- Theridula perlata Simon, 1889
- Theridula theriella Strand, 1907
- Thwaitesia argenteosquamata (Lenz, 1891)
- Thwaitesia aureosignata (Lenz, 1891)
- Thwaitesia pulcherrima Butler, 1882
- Tidarren apartiolum Knoflach & van Harten, 2006
- Tidarren dasyglossa Knoflach & van Harten, 2006
- Tidarren ephemerum Knoflach & van Harten, 2006
- Tidarren horaki Knoflach & van Harten, 2006
- Tidarren obtusum Knoflach & van Harten, 2006

## Thomisidae(Krabspinnen)

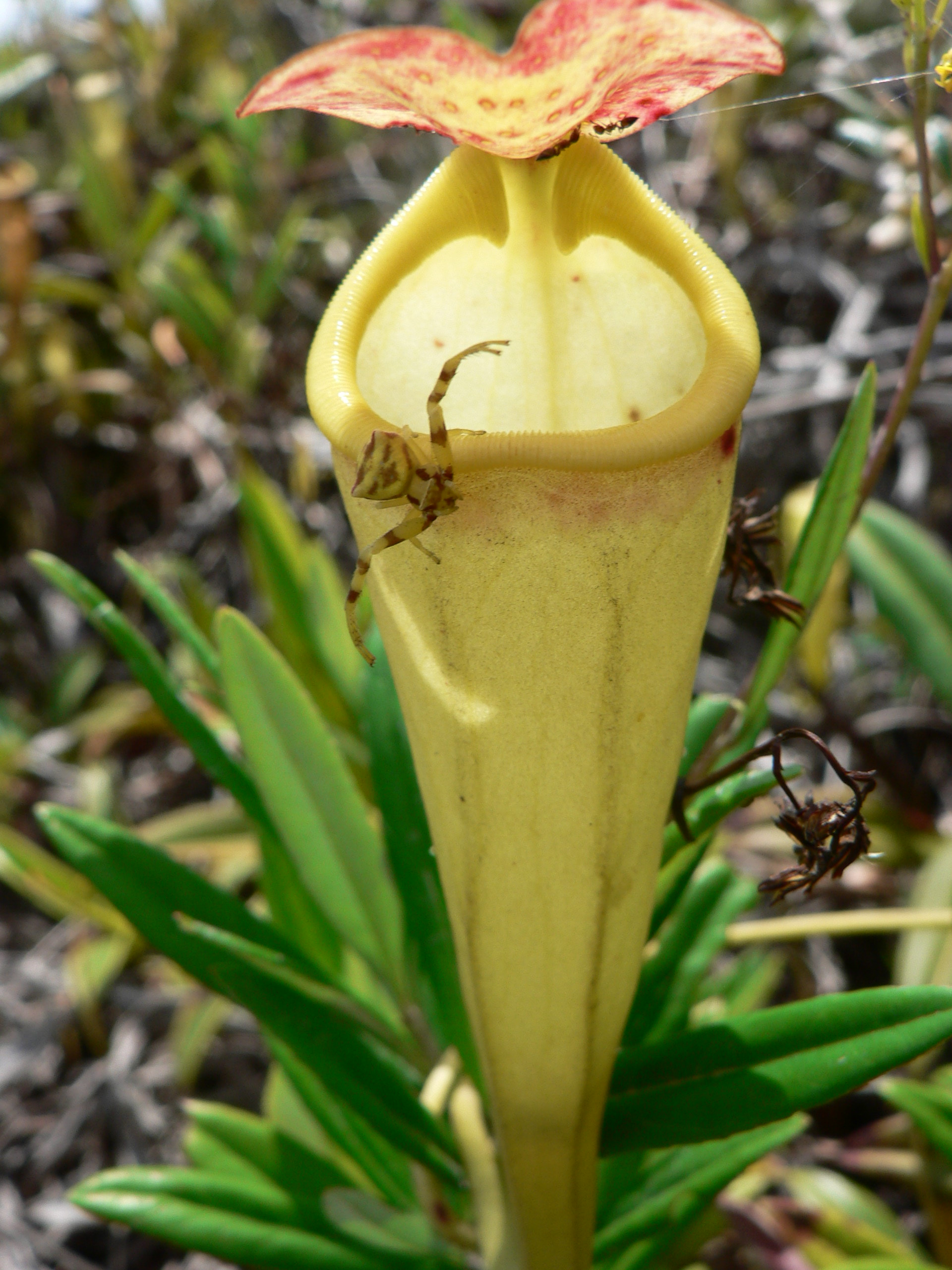
Een Nepenthes madagascariensis met Thomisus-soort aan de oostkust van Madagaskar

- Apyretina catenulata (Simon, 1903)
- Apyretina nigra (Simon, 1903)
- Apyretina pentagona (Simon, 1895)
- Apyretina quinquenotata (Simon, 1903)
- Apyretina tessera (Simon, 1903)
- Cyriogonus fuscitarsis Strand, 1908
- Cyriogonus lactifer Simon, 1886
- Cyriogonus rutenbergi (Karsch, 1881)
- Cyriogonus simoni Lenz, 1891
- Cyriogonus triquetrus Simon, 1886
- Cyriogonus vinsoni (Thorell, 1875)
- Diaea nakajimai Ono, 1993
- Diplotychus longulus Simon, 1903
- Emplesiogonus scutulatus Simon, 1903
- Emplesiogonus striatus Simon, 1903
- Firmicus bimaculatus (Simon, 1886)
- Geraesta hirta Simon, 1889
- Geraesta lehtineni Benjamin, 2011
- Herbessus decorsei Simon, 1903
- Heriaeus madagascar Niekerk & Dippenaar-Schoeman, 2013
- Iphoctesis echinipes Simon, 1903
- Lampertia pulchra Strand, 1907
- Phrynarachne clavigera Simon, 1903
- Phrynarachne pusiola Simon, 1903
- Phrynarachne rugosa (Latreille, 1804) — ook in West-Afrika, Malawi, Mauritius en Réunion
- Plastonomus octoguttatus Simon, 1903
- Pseudoporrhopis granum Simon, 1886
- Pyresthesis laevis (Keyserling, 1877)
- Runcinia oculifrons Strand, 1907
- Soelteria nigra Dahl, 1907
- Stephanopis octolobata Simon, 1886
- Stephanopis rhomboidalis Simon, 1886
- Synema hildebrandti Dahl, 1907
- Synema lunulatum Dahl, 1907
- Synema obscurifrons Dahl, 1907
- Synema obscuripes Dahl, 1907
- Tharrhalea cerussata Simon, 1886
- Tharrhalea semiargentea Simon, 1895
- Tharrhalea superpicta Simon, 1886
- Thomisus boesenbergi Lenz, 1891
- Thomisus lamperti Strand, 1907
- Thomisus madagascariensis Comellini, 1957
  - Thomisus madagascariensis pallidus Comellini, 1957
- Thomisus nossibeensis Strand, 1907
- Trichopagis manicata Simon, 1886 — ook in Gabon, Guinee en Zuid-Afrika
- Xysticus hepaticus Simon, 1903

## Titanoecidae(Rotskaardespinnen)

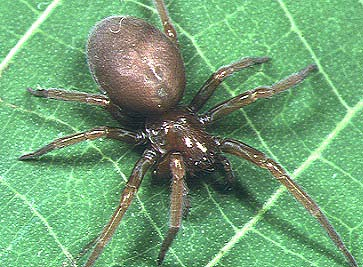
Pandava laminata, vrouwtje

- Pandava laminata (Thorell, 1878) — ook in Tanzania, Kenia, Sri Lanka tot China, Nieuw-Guinea en op de Marquesaseilanden

## Trochanteriidae
- Platyoides grandidieri Simon, 1903 — ook in Kenia, op Aldabra en Réunion
- Platyoides mailaka Platnick, 1985
- Platyoides ravina Andriamalala & Ubick, 2007
- Platyoides vao Andriamalala & Ubick, 2007
- Platyoides velonus Platnick, 1985

## Udubidae
- Uduba dahli Simon, 1903
- Uduba madagascariensis (Vinson, 1863)
- Zorodictyna inhonesta (Simon, 1906)
- Zorodictyna oswaldi (Lenz, 1891)

## Uloboridae(Wielwebkaardespinnen)
- Uloborus aureus Vinson, 1863
- Uloborus vanillarum Vinson, 1863
- Uloborus velutinus Butler, 1882

## Zodariidae(Mierenjagers)
- Aschema madagascariensis (Strand, 1907)
- Aschema pallida Jocqué, 1991
- Diores anomalus Jocqué, 1990
- Diores milloti Jocqué, 1990
- Omucukia angusta (Simon, 1889)
- Omucukia madrela Jocqué, 1991